# 国際切手展
国際切手展（こくさいきっててん）とは、切手展のうち、特に世界各国から作品を募る催事をいう。国際展では作品を審査するルールとして国際郵趣連盟（略称：FIP）の定めたものを使う切手展が多く、FIP展などと呼ばれる。毎年、FIP加盟国の3～5カ国で持ち回り開催されているが、21世紀に入り、FIP加盟国の郵政組織が民営化される例が増えてきたことに伴い開催数が減少している。

## 国際切手展の目的
FIPでは一般規則(GREX)第1条にて切手展の開催目的を定めている。
郵趣に関する様々な側面を促進する。具体的には：
- 郵趣家が友好的な雰囲気の中、会える場を提供する
- 様々な分野における切手収集の発展状況を示す
- 文献コンテストや郵趣セミナーを通じて、郵趣研究の結果の国際交流を促進する
- 国際切手展における郵趣家の関心を呼び起こす
- 一般の人々、特に若者に対して、郵趣の文化的、教育的価値や趣味の魅力を示す

## 出品資格
FIP審査基準に従って開催される国際切手展に関しては、文献部門を除いては各国におけるFIP基準の国内展に出品の上、75点以上の成績を収めないと出品することができない（GREX第10条）。また出品できる作品の規模（フレーム数で表わされる）についても、過去の成績によって上限が定められている（同第6条）。2021年現在、国際切手展出品の資格を得ることができる日本国内の切手展は全日本切手展と全国切手展、スタンペックスジャパンの3つである。

## 開催記念切手
切手展の主催国が開催記念切手を発行することが多い。切手展では各国郵政組織が出展するため「参加」記念切手を発行する場合がある。たとえば日本で1971年に開催された国際切手展では、日本は発行しなかったが、海外の国で発行されている。
また、本国では発行しない切手を発売する場合がある。日本ではそのような例はないが、日本郵政は2009年4月に発行した切手趣味週間切手を同時期に中国の洛陽で開催された国際切手展の記念を兼ねる形で日中両国の牡丹の絵画を題材にし、同切手展での出展ブースでは日本国内よりもはやく特製消印を押印してその切手を販売している。

## 日本における国際切手展
日本においては、1971年、1981年、1991年、2001年、2011年と10年おきに開催されてきた。1981年は「東京国際切手展」と称したが、ほかは日本国際切手展と称している。日本国際切手展2001（略称：PHILANIPPON'01）は、「世界が集う 夢がふくらむ 切手の祭典」をテーマに、「写真付き切手」のデモンストレーション販売を実施するなど、郵趣に関わる郵便事業関係者のみならず一般利用者を対象にした幅広いイベントとして開催された。
郵政三事業が2007年10月1日に日本郵政公社から日本郵政に移管され、日本における国際切手展の開催意義も大幅に見直されることになった。2011年に開催された日本国際切手展2011には当時の郵便事業株式会社が主催団体に加わっている。
2021年8月25日から30日にかけて日本国際切手展2021（略称：PHILANIPPON'21）がパシフィコ横浜で開催されたが、新型コロナウイルス感染症が世界的に流行している時期の開催であったため出展作品が海外から思うように集まらず、全世界より出品作品を募る国際展ではなく出品地域をアジアに限定する（第37回）アジア展の扱いに変更して開催された。これが日本で初めて開催されたアジア展であった。なお名称は元のまま『日本国際切手展2021』であり、日程の変更もなかった。
入場料は回ごとに異なり、1991年は1000円、2001年は無料、2011年は500円、2021年は無料であった。

## 国際切手展の一覧
英語版の国際切手展の一覧を参照。

### FIAP（アジア展）
FIPの傘下団体であるアジア郵趣連盟(FIAP)の認定を受けた国際切手展（アジア展）の開催実績・予定は以下の通り。アジア展はアジア・中東地域の加盟国のみ出展資格を得る。
| 回             | 切手展名称          | 開催国・地域、都市               | 日程                 |
| -------------- | ------------------- | -------------------------------- | -------------------- |
| 1              | ASIANA 1977         | インド、ベンガルール             | 1977年10月19-23日    |
| 2              | STAMPEX 1986        | オーストラリア、アデレード       | 1986年8月4-10日      |
| 3              | PHILEX 1987         | シンガポール                     | 1987年12月21-23日    |
| 4              | THAIPEX 1989        | タイ、バンコク                   | 1989年8月4-8日       |
| 5              | KUALA LUMPUR 1992   | マレーシア、クアラルンプール     | 1992年9月1-7日       |
| 6              | INDOPEX 1993        | インドネシア、スラバヤ           | 1993年5月29-6月4日   |
| 7              | SINGPEX 1994        | シンガポール                     | 1994年8月31-9月2日   |
| 8              | JAKARTA 1995        | インドネシア、ジャカルタ         | 1995年8月19-25日     |
| 9              | CHINA 1996          | 中国、北京市                     | 1996年5月18-24日     |
| 10             | TAIPEI 1996         | 台湾、台北市                     | 1996年10月21-27日    |
| 11             | HONG KONG 1997      | イギリス領香港                   | 1997年2月12-16日     |
| 12             | SINGPEX 1998        | シンガポール                     | 1998年7月23-26日     |
| 13             | BANGKOK 2000        | タイ、バンコク                   | 2000年3月25-4月3日   |
| 14             | INDEPEX ASIANA 2000 | インド、カルカッタ               | 2000年12月7-12日     |
| 15             | HONG KONG 2001      | 香港                             | 2001年2月1-5日       |
| 16             | CHINA 2003          | 中国、綿陽市                     | 2003年9月20-24日     |
| 17             | HONG KONG 2004      | 香港                             | 2004年1月30-2月3日   |
| 18             | TAIPEI 2005         | 台湾、台北市                     | 2005年8月19-24日     |
| 19             | DUBAI 2006          | アラブ首長国連邦、ドバイ         | 2006年11月13-16日    |
| 20             | BANGKOK 2007        | タイ、バンコク                   | 2007年8月3-12日      |
| 21             | TAIPEI 2008         | 台湾、台北市                     | 2008年3月7-11日      |
| 22             | JAKARTA 2008        | インドネシア、ジャカルタ         | 2008年10月23-28日    |
| 23             | HONG KONG 2009      | 香港                             | 2009年5月14-17日     |
| 24             | PHILAKOREA 2009     | 韓国、ソウル特別市               | 2009年7月30-8月4日   |
| 25             | BANGKOK 2010        | タイ、バンコク                   | 2010年8月4-12日      |
| 26             | JOBURG 2010         | 南アフリカ共和国、ヨハネスブルグ | 2010年10月27-31日    |
| 27             | CHINA 2011          | 中国、無錫市                     | 2011年11月11-15日    |
| 28             | SHARJAH 2012        | アラブ首長国連邦、シャールジャ市 | 2012年11月20-25日    |
| 29             | MALAYSIA 2014       | マレーシア、クアラルンプール     | 2014年12月1-6日      |
| 30             | TAIPEI 2015         | 台湾、台北市                     | 2015年4月24-28日     |
| 31             | HONG KONG 2015      | 香港                             | 2015年11月20-23日    |
| 32             | THAILAND 2016       | タイ、バンコク                   | 2016年8月10-15日     |
| 33             | CHINA 2016          | 中国、南寧市                     | 2016年12月2-6日      |
| 34             | MELBOURNE 2017      | オーストラリア、メルボルン       | 2017年3月30-4月2日   |
| 35             | MACAO 2018          | マカオ                           | 2017年9月21-24日     |
| 36             | SINGPEX 2019        | シンガポール                     | 2019年7月31-8月4日   |
| 37             | PHILANIPPON 2021    | 日本、横浜市                     | 2021年8月25-30日     |
| 38             | NZ 2023             | ニュージーランド、オークランド   | 2023年5月4-7日       |
| 39             | TAIPEI 2023         | 台湾、台北市                     | 2023年8月11-15日     |
| 40             | JAKARTA 2024        | インドネシア、ジャカルタ         | 2024年7月3-7日       |
| 41             | CHINA 2024          | 中国、上海市                     | 2024年11月29-12月3日 |
| 以下は開催予定 |                     |                                  |                      |
| -              | THAILAND 2025       | タイ、バンコク                   | 2025年8月8-12日      |
| -              | HONG KONG 2027      | 香港                             | 2027年               |
| -              | MELBOURNE 2027      | オーストラリア、メルボルン       | 2027年後半以降       |

出典：
- LIST OF THE CONCLUDED FIAP PATRONAGE EXHIBITIONS（アーカイブ）
- FIAP Calendar